# Monastère Saint-Mercure
Le monastère Saint-Mercure (en copte : ⲙⲁⲣⲕⲟⲩⲣⲓⲟⲥ ⲧⲁⲧⲣⲁⲡⲩⲗⲱⲛ ⲙ̀ⲫⲓⲟⲙ, en arabe : Dayr Abû Sayfayn) est un important monastère féminin copte orthodoxe situé dans le vieux Caire en Égypte.

## Histoire
1962 La mère Irénè est nommée abbesse.